# Parco nazionale del Monte Kenya
Il parco nazionale del Monte Kenya è un'area naturale protetta istituita nel 2008; protegge la regione che circonda il monte Kenya. In precedenza si trattava di una riserva forestale, che attualmente contiene il parco. Nell'aprile 1978 l'area divenne una riserva della biosfera dell'UNESCO. nel 1997 Il parco nazionale e la riserva forestale, uniti, divennero patrimonio dell'umanità .
Il governo keniota ebbe quattro motivi per la creazione del parco nazionale attorno al monte Kenya. Si trattava dell'importanza del turismo per l'economia locale e nazionale, per preservare un ambiente di grande bellezza scenica, per conservare la biodiversità presente all'interno del parco e per la difesa del bacino idrografico dell'area circostante.

## Territorio
Il parco nazionale ha un'area di 715 km², la maggior parte dei quali si trova oltre i 3000 metri. La riserva forestale ha una superficie di 705 km². Combinati formano il patrimonio dell'umanità per complessivi 1420 km².
Una piccola parte dei confini del parco, nelle zone densamente popolate, hanno recinzioni elettrificate che tengono gli elefanti lontani dai campi agricoli adiacenti. Sedimenti vulcanici sul suolo circostante, uniti alla grande quantità di acqua dolce che scende dalle pendici del monte, rendono l'area particolarmente favorevole all'agricoltura.

## Fauna
Ad un'altitudine minore gli animali più diffusi sugli alberi sono i colobus ed altre scimmie, mentre sul terreno, oltre agli elefanti, vivono numerosi gli ilocheri ed i bufali. Molto raro, invece, il bongo di montagna.

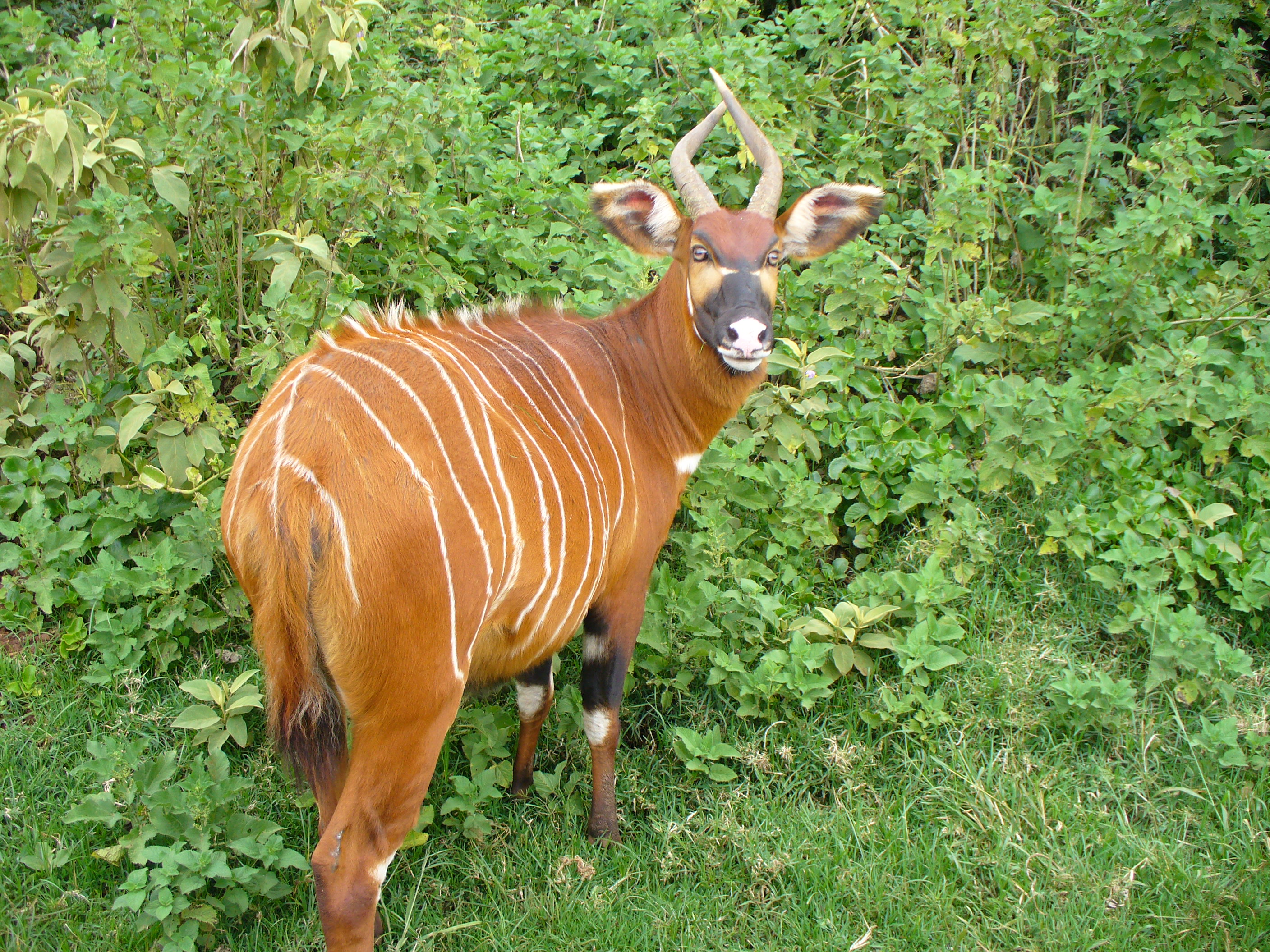
Bongo di montagna